# Blaber
Rijeka Blaber je manja rijeka na otoku Man. Izvire na istočnom obronku planine Beary Mountain i teče od sjevera prema sjeverozapadu prije nego što se ulije u rijeku Neb u mjestu Glen Helen.

## Vanjske poveznice
|  | Zajednički poslužitelj ima još gradiva o temi Blaber River |